# Ànec vapor de les Malvines
L'ànec vapor de les Malvines (Tachyeres brachypterus) és una espècie d'ocell de la família dels anàtids (Anatidae) que habita costes rocalloses de les illes Malvines.